# Auriesville
Auriesville är en ort i staden Glen i delstaten New York. Auriesville, som är beläget längs Mohawkfloden i Montgomery County, hette ursprungligen Ossernenon.